# مروة البراهمي
مروة البراهمي لاعبة قوى بارالمبية من تونس تتنافس أساسا في فئة F32 لنسابقات الرمي. هي بطل العالم في النادي رمي الفئة F32.

## الإنجازات
حصلت البراهمي في الألعاب البارالمبية الصيفية 2012 في لندن، المملكة المتحدة. وهناك فازت بالميدالية الذهبية في رمي الصولجان (F31/32/51), كما وحصت  الميدالية البرونزية في دفع الجلة (F32/33/34). وفي الألعاب البارالمبية الصيفية 2016 في ريو دي جانيرو في البرازيل، حصلت على ذهبية في رمي الصولجان (31/32)، محرزة رقما قياسيا جديدا (26,93 مترا).
في عام 2011، فازت البراهمي بالميدالية الذهبية في بطولة ألعاب القوى البارالمبية في رمي الصولجان للمرأة فئة F32 . نجحت في الحفاظ على لقبها في بطولة ألعاب القوى البارالمبية 2013 في ليون.

## روابط خارجية
- مروة البراهمي على موقع Paralympic.org (الإنجليزية)
- مروة البراهمي على موقع IPC.InfostradaSports.com (مؤرشف) (الإنجليزية)